# 内ゲバ
内ゲバ（うちゲバ）とは、内部ゲバルトの略で、同一陣営または同一党派内での暴力を使用した抗争のこと。ゲバルト（Gewalt）はドイツ語で「威力、暴力」の意。
一般的には、左翼党派内または左翼党派間、特に日本の学生運動や日本の新左翼党派間での暴力を使用した党派闘争を指す場合が多い。逆に機動隊などの国家権力（公権力）に対する暴力を用いた抗争は外ゲバ（そとゲバ）、同一セクト内の場合は内内ゲバ（うちうちゲバ）とも呼ぶ。

## 概要
国家権力の暴力装置（警察等）に対する暴力＝ゲバルトを公然と表明する新左翼であるが、革命という共通した目的をもつ左翼陣営の内部にありながら、路線対立・ヘゲモニー争いを理由に、ある党派が別の党派に暴力を行使する。これを内部ゲバルト、略して「内ゲバ」という。
日本では1950年に日本共産党が所感派と国際派に分裂して以降、日本の学生運動で両派のテロやリンチが頻発したのが始まりである。
日本共産党（特に国際派の議会闘争路線）を否定して生まれた日本の新左翼が、1960年代初期には多数に分裂し、ここでも内ゲバが発生した。初めは集団の小競り合い程度だったが、後に個人を拉致しリンチを徹底的に加えるという陰惨なものになっていった。また新左翼の街頭武装闘争が激しくなるにつれて、集団での抗争も武器がエスカレートし激しいものとなっていった。こうして1960年代の後半以降は多くの新左翼党派間に内ゲバが蔓延した。特に中核派・革労協と革マル派との間の内ゲバは激しく、1970年代には殺し合いの状態になり、革マル派が中核派と革労協の最高指導者を暗殺したことで、内ゲバは「戦争」状態となった。なお第四インターなどは内ゲバを否定し続けた。
日本共産党は1955年（昭和30年）の六全協で、従来の武装闘争路線から、議会による平和革命を目指す方向に転換したため、その指導を受ける民青とともに表向きは暴力反対運動を主張してきた。選挙戦略の面からも、左翼が暴力的と見られることに敏感だった。しかし、民青系と新左翼系の内ゲバが起こった際には、民青系と新左翼は互いに暴行を振るい、それを新聞が「内ゲバ」「乱闘」と表現したと主張している。東大闘争でも民青もヘルメットやゲバ棒で武装して闘争を行ったが、代々木系は「正当防衛」と主張している。民青の実力部隊は「あかつき行動隊」とも呼ばれた。
犯罪白書によれば内ゲバ事件（1968年～2000年）は件数2020件、死者97名、負傷者5429名だが、2004年迄の死者3名を加えると死者100名である。内ゲバの巻き添え、あるいは攻撃側の誤認、活動資金確保を目的としたノックアウト強盗（内ゲバを装う）によって死傷したノンセクトや一般人も少なくない。これらは「誤爆」と言われた。しかし誤爆について、実行した党派が謝罪したケースはほとんどない。
また、大衆運動、学生運動の全盛期には、それらを内部分裂から自滅へ導くため、公安警察が各セクトにその敵対者の所在情報を巧みにリークするなどし、内ゲバを裏で手引きすることもしばしばあった。敵対党派を互いに「警察の手先」と非難するのはこのためであるが、実際に内ゲバで殺された中には、スパイとして潜入していた警察官もいたという。
このように学生運動が凶暴化し、組織的な殺人を繰り返すようになってからは、社会主義や共産主義に対する幻滅を生み、彼ら新左翼が忌み嫌っていたはずのスターリン主義の思想や、同志を大量虐殺した大粛清とも重なり、運動の衰退を決定づけてゆくこととなる。なお最大の内ゲバ状態にあった中核派と革マル派の抗争については両派トップの会談によって停戦状態になったとされているが、両派ともに公表していない。
また、さらに大抵の内ゲバは組織的な犯行で、盗難車を使って別のメンバーが退路の確保、覆面姿で襲撃を行うことが多いため、誰が襲撃に関与したのか特定しにくい。これに加え、電話線を切断するなどの巧妙な捜査妨害、隠ぺい工作から、白昼に行われたり、機関紙で犯行を自認したような事件でも公訴時効が成立して犯人を検挙できなかった事件は少なくない。
なお新右翼（民族派）においても、スパイ粛清事件など少数ではあるが内ゲバ事件が発生している。

## 内ゲバの原因
内ゲバの原因としては、他派切り崩し、自治会の主導権争い、分派闘争があり、その背景として、各派は自派が唯一正しく、自派以外は有害で殲滅すべき革命の敵とする分派撃滅の思想があるという。とりわけ革マル派は、他党派解体を路線化し組織的・計画的に他党派にテロを仕掛けたため、新左翼に内ゲバを広げることとなった。内ゲバによる犠牲者数は革マル派が突出して多い。
各集団は、内ゲバを、「革命闘争」「武装解放闘争の重大な萌芽」「日帝(日本帝国主義)に対する武装闘争の導火線」であり、革命達成に不可避の崇高な義務と位置づけ、正当化してきた。

## 主な種類

### 代々木系（日本共産党系）と新左翼系
初期の内ゲバの代表例。1968年から1973年の5年間で、内ゲバは1023件（死者 10名）発生し、約半数の488件が代々木系全学連と新左翼系学生集団との抗争であった。

### 中核派と革マル派
内ゲバの最も代表的な事例。死傷者数がその他の内ゲバよりも突出しており、両派ともに新左翼の学生運動・大衆運動で新左翼のうち最大で拮抗していたことによる。両派はもとは同じ組織であったことも「内ゲバ」という現象を印象づけた。立花隆『中核vs革マル』でも知られる。
1960年代の分裂後内ゲバが頻発し、1970年代に入り殺し合いの状態になり、全国の大学や職場、路上で内ゲバが繰り広げられた（東京教育大学生リンチ殺人事件、関西大学構内内ゲバ殺人事件、川口大三郎事件、琉球大学内ゲバ誤認殺人事件等）。特に1975年に革マル派が中核派の最高指導者を殺害（中核派書記長内ゲバ殺人事件）以降は、中核派の革マル派に対する内ゲバはさらに熾烈を極めた（川崎市女子職員内ゲバ殺人事件等）。
1990年代に入って、両者の内ゲバは次第に沈静化し、21世紀になると労働組合や市民団体などの大きな集会で中核・革マル両派が並んで穏やかにビラを配る光景も見られるようになった。革マル派公式Webサイトでの中核派等批判ページ「謀略粉砕・走狗一掃」は2004年を最後に更新が無く、中核派公式Webサイトでの革マル派批判ページ「カクマル批判アーカイブ」は2017年を最後に更新が無い。1990年代初めに中核・革マル両派最高幹部が内ゲバ終結で手打ちしたとも言われるが、真相は不明。

### 革労協(解放派)と革マル派
東京大学と早稲田大学の拠点ヘゲモニー争いから始まった内ゲバは、1970年代に入り殺し合いの状態となる。1977年 革マル派による革労協の最高指導者殺害（革労協書記長内ゲバ殺人事件）以降は、革労協の革マル派に対する内ゲバはさらに熾烈を極めた（浦和車両放火内ゲバ殺人事件等）。

### 革労協の内内ゲバ
1989年 社青同解放派（革労協）は革労協元幹部内ゲバ殺人事件を起こし「同志殺し」の「内内ゲバ」を正当化した。更に1999年から2004年にかけて、主流派（狭間派・現代社派）からの反主流派（赤砦社派・木元派）の分裂に際して10人が殺害され、大きな内ゲバ事件がほぼなくなっていた時期の内ゲバは社会に衝撃を与えた。

### ブント各派の内ゲバ
第2次ブント崩壊の過程で、様々なセクトが内ゲバを繰り広げた。1969年7月、中央大学の社学同内部の分裂抗争による内ゲバで、同志社大学生が死亡した。1969年7月6日、共産主義者同盟赤軍派が共産同執行部さらぎ徳二議長を監禁・暴行、翌日には叛旗派による赤軍派襲撃と塩見らの拉致、その脱出時に赤軍派1名が転落死した。

### 革マル派と他党派
革マル派は他党派解体路線をおしだし、あらゆる新左翼党派にゲバルトや個人リンチを加え、暴力的に大学自治会や労組を掌握していった。

### 中核派と第四インター統一書記局派
第四インター統一書記局派は内ゲバを否定していた党派であった。1984年（昭和59年）1月に、三里塚芝山連合空港反対同盟の分裂をめぐって、中核派が第四インター統一書記局派関係者を襲撃して大怪我を負わせた。死者はいなかったものの、アイスピックで大腿部を刺して、ガス壊疽を発症させ、左脚切断を余儀なくさせられた者や、頭蓋骨骨折の重傷者を出した。これに対して、第四インターは抗議声明を出すものの、元から「内ゲバ主義反対」を主張していたことから、中核派を暴力で反撃することはしなかった。これは、中核派による一方的な内ゲバ殲滅と位置づけられている。ただし第四インターも、拠点校では暴力により、対立党派を威圧することもあったため、常に内ゲバ反対という立場を貫徹していたわけではない。
後に中核派関西地方委員会が、2007年に中核派から分裂した革命的共産主義者同盟再建協議会が、中核派による襲撃を謝罪した。

## 内ゲバの歴史

### 1950年代
- 1950年(昭和25年) - 日本共産党が所感派と国際派に分裂し、両派のリンチが繰り返される。学生運動での初めての内ゲバとなっていく[4]。
- 1951年(昭和26年) -東京大学で、国際派の学生らが国際派内部の反対派学生らをリンチ[4][注 2]。
- 1952年](昭和27年) 6月 - 全学連五回大会で、所感派系の学生が国際派の反戦学生同盟メンバーをリンチ。立命館事件[4]。

### 1960-67年
- 1961年(昭和36年)7月 - 全学連第17回大会で、革共同系学生(マル学同)と、ブント・解放派らつるや連合の間で乱闘衝突。学生運動史上初めての角材を使用した内ゲバであり、セクト間の武装部隊による本格的内ゲバの初めとなった[12]。
- 1963年(昭和38年)9月11日に起きた清水谷公園乱闘事件では、同公園で、中核派、解放派ら連合4派250名の集会に革マル派150名が押し掛け、角材で乱闘した[13]。
- 1964年(昭和39年)7月2日 - 革マル派の拠点早大に、中核派・解放派・構改派の3派が殴りこみ[13]。7・2早大事件
- 1966年(昭和41年)7月4日の全寮連第八回大会で、日共系学生と反日共系学生が大会主導権を巡って乱闘が起きた。日共系学生暴力発動の最初であり、「あかつき行動隊」創設につながった[注 3]。
- 同年9月3日の社青同東京地本九三事件では、社青同東京地本大会で、大会の主導権を巡って解放派と協会派が乱闘、協会派側に百人を越える負傷者をだす。

### 1967年(昭和42年)
- 2月、3月 - 2月28日から3月2日にかけて、善隣学生会館（現、日中友好会館）で日本共産党系と反日共系・華僑学生が衝突。（善隣学生会館事件）
- 10月7日 - 法政大学で、中核派が解放派の高橋幸吉などへリンチ。[14]
- 10月8日 - 羽田闘争において中核派、解放派は内ゲバに備えて角材とヘルメットで武装する[15]。この武装は現場で対機動隊に転化され、初めて機動隊を打ち破った。衝突で、中核派の学生山崎博昭が死亡したことで、以来、暴力事件は頻発していった[16]。

### 1968年
1968年(昭和43年)1月、佐世保エンタープライズ寄港阻止闘争。2月-4月には、王子事件(米軍王子野戦病院開設阻止闘争)、2月26日には成田デモ事件が発生した。
- 2月12日 - 九大教養部学館で中核派と社青同解放派が乱闘、1人重傷。[18]
- 6月24日 - 法大で、革マルと中核派学生が乱闘。[18]
- 7月20日 - 反帝全学連大会でブントと、解放派・ML派の両派が乱闘。[19]
- 9月9日～11日　法政大で中核派と民育系が乱闘。[20]
- 10月21日の国際反戦デーには新宿事件が発生した[16]。
- 11月
  - 11日 - 静岡大法経短大学部で、民青系（代々木系）と反代々木系学生が乱闘、40人が負傷。[21]
  - 12日 - 東大図書館前で全共闘と民青系（代々木系）学生が角材で乱闘、約70人が負傷。[22]
  - 14日- 東大教養学部で代々木系と反代々木系の学生の衝突を教官が阻止。[23]
  - 26日 - 東京教育大で反代々木と代々木系学生が乱闘。[18]
  - 29日 - 東大図書館前(本郷)で全共闘と日共系が衝突を繰り返す。[24]
  - 下旬 - 早大で、革マル派が解放派にテロ、早大を追われた解放派は東大駒場へ移動し革マル派と武装対峙する。後に戦争状態となる解放派と革マル派の内ゲバの始まり。[25]
- 12月
  - 4日 - 早大で解放派と革マル派が乱闘。[26]
  - 5日 - 東大駒場寮で解放派と革マル派がお互いの拠点を襲撃しあう。[27]
  - 6日 - 東大駒場で解放派と革マル派が内ゲバ。[28]
  - 10日 - 東大教養学部(駒場)て革マル派と解放派の対立が激化、駒場寮前で約200人が衝突、45人が負傷。[29]
  - 11日 - 警視庁が東大学側に警告書[30]
  - 13日 - 東大教養学部で全共闘と代々木系学生・有志学生が衝突乱闘。[31]
  - 14日　上智大で代々木系学生と反代々木系学生が乱闘。[32]
  - 16日
    - 東大駒場で、及び駒場東大駅ホームで革マル派と解放派が衝突。[33]
    - 法政大で反代々木系と代々木系の学生それぞれ200人が乱闘。[34]

  - 17日 - 東大駒場で反代々木系学生間でリンチ。[35]
  - 24日 - 東大で全共闘と民青系（代々木系）の学生が乱闘[36]

1968(昭和43)年の内ゲバ事犯による負傷者数は700人にのぼった。内ゲバ事犯の当初の形態は、偶然的な遭遇に起因するもので，集会・デモ等における主導権争いからの抗争が大部分で、凶器も，プラカードの柄，竹竿，角材などのいわゆるゲバ棒であった。しかし、この頃には、襲撃専門の特別部隊を編成し、綿密な計画を練ったうえでの計画的・組織的な襲撃となり、犯行場所も大学、アジトだけでなく、駅のホーム、百貨店、喫茶店などでも行われるようになり、凶器も、鉄パイプ、バール、まさかり、とび口(先端に金属）、掛け矢など殺傷能力の強いものへと変貌し、攻撃の方法も、頭部をねらう事案が多くなるなど凶悪化した。

### 1969年(昭和44年)
- 1月9日 - 東大闘争勝利総決起集会後、民青系と全共闘が乱闘、重軽傷100人余。東大闘争での内ゲバで火炎瓶が初めて使用され、投げ合いになった[37]。翌10日、東大駒場で全共闘と民青が乱闘。民青は寮の屋上からピッチングマシンで投石し、全共闘側は捕まえた民青を殴打し、拷問した[38]。10日夜から、東大本郷でも安田講堂を占拠する全共闘と民青の間で乱闘[39]。
- 4月28日 - 沖繩デー事件
- 9月17日 - 中核派が埼玉大の反戦連合を襲撃[40]。翌18日、芝浦工大で反戦連合の学生が中核派を襲撃し、埼玉大中核派学生が死亡。内ゲバでの初めての死者となった[41]。
- 10月21日 - 国際反戦デー事件
- 11月16日～17日 - 佐藤首相訪米阻止闘争で2500人超の逮捕者を出した。
- 11月28日、日比谷野外音楽堂の集会で、中核派、解放派ら八派と革マル派が竹竿や投石で乱闘した[42]。12月14日にも、同音楽堂での糟谷君虐殺人民葬で同八派に対し革マル派が襲撃し、1500人規模の乱闘で50人が負傷した[43]。

1969(昭和44年)の内ゲバ事犯による死傷者数は1145人、うち，死亡者2人。街頭をバリケードで封鎖したり、駅で混乱を起こして交通機関を停止させるなどし、凶器も、角材だけでなく、石塊、鉄片、劇薬などが用いられるようになり過激化し、検挙人員は前年には6600人であったが、1969年には1万4700人にのぼった。

### 1970年(昭和45年)
- 3月31日 - 赤軍派によるよど号ハイジャック事件
- 5月22日 - 明治大学商学部十一号館前で学生大会参加への呼びかけを行っていた代々木系の学部自治会約80人に対し、反対する全共闘系の約300人が押しかけて衝突。乱闘により数人が負傷[45]。
- 5月30日 - この日までに警視庁が都内で把握した内ゲバが62件（前年同期38件）と増加傾向を見せたことから、警視庁は各警察署に対して「内ゲバ警戒報」を発出した[46]。
- 6月17日 - 早稲田大学二十二号館前で学生集会を開こうとしていた代々木系の学生約200人と大会粉砕を叫ぶ革マル派の学生約80人が衝突。3人が負傷[47]
- 6月 - 豊島公会堂でのブント政治集会で各派が内ゲバ。[48]
- 8月 - 中核派による東京教育大学生リンチ殺人事件(海老原事件)。中核派と革マル派との間で最初の殺人事件であり、事件後、革マル派は『革命的暴力とは何か』(こぶし書房、1971年)を発表した[49]。

1970(昭和45年)の内ゲバ事犯による死傷者数は527人、うち，死亡者2人。

### 1971年(昭和46年)
- 4月28日 - 日比谷公会堂前でブント各派が乱闘。[51]
- 6月19日 - 沖縄人民党・民青による革マル派町田宗秀死亡事件(琉大事件、革マル派は民青によるリンチ殺害とし、民青は両派衝突の際の事故死としている)
- 8月 - 京浜安保共闘による印旛沼事件
- 12月 - 1972年2月 - 連合赤軍による山岳ベース事件
- 12月 - 革マル派による関西大学構内内ゲバ殺人事件

1971(昭和46)年の内ゲバ事犯による死傷者数は425人、うち，死亡者4人。

### 1972年(昭和47年)
- 11月 - 革マル派による早稲田大中核派シンパと疑われた学生内ゲバ殺人事件（川口大三郎事件）

1972(昭和47)年の内ゲバ事犯による死傷者数は340人、うち，死亡者2人。

### 1973年(昭和48年)
- 9月
  - 15日 - 革マル派が拠点であった神奈川大学の革労協（社青同解放派）を襲撃。襲撃自体には成功するが、革労協がレポ活動をしていた革マル派東大生と革マル派国際基督教大生を捕捉し殺害。神奈川大学内ゲバ殺人事件[52]
  - 17日 - 革マル派と中核派が東京鶯谷駅で集団戦。国電鶯谷駅内ゲバ事件[53]
- 10月20日　革マル派が中核派のアジトを襲撃。中核派アジト襲撃事件。[54]

1973(昭和48年)の内ゲバ事犯による死傷者数は575人、うち，死亡者2人

### 1974年(昭和49年)
- 1月
  - 24日 - 東京世田谷区で、中核派が、引っ越し作業中の革マル派活動家とその友人の東大生4人を襲撃、革マル派とは無関係だった友人2人(22歳、21歳)は鉄パイプ等で殴打され、殺害された[55][56][57]。この事件を中核派は「偉大なる戦果」とし、「わがたたかう人民は、暴力革命と革命的暴力の鉄火のなかで自己を実現し、自己を清めていく」との声明を事件後に発表、立花隆はこの声明を「暴力論の一つの極点として、歴史に残る文書になるだろう」としている。[58]
  - 24日 - 中核派が革マル派神奈川大生(24歳)を満員の学生食堂内で殺害。止めに入った一般学生数人も負傷。横浜国大内ゲバ殺人事件[59][60]
- 2月8日 - 中核派が革マル派だとして琉球大生(21歳)を講義中の教室内で殺害。琉球大学内ゲバ誤認殺人事件[61][62]
- 5月13日 - 革マル派が中核派東京都特別区男性職員(37歳)を、東京都千代田区の法政大学から出て国鉄市ヶ谷駅に向かう外濠土手下の路上で襲い殺害。[63]殺されたのは中核派東京東部地区委員長(第一次法政大会戦)。[64]
- 6月
  - 7日 - 革マル派大阪産業大生(20歳)が大阪大東市で殺害[65][16]。
  - 26日 - 午前4時30分、法政大学に泊まり込んでいた中核派20名と学外から合流した50名の計70名を、法政大学内に潜んでいた革マル派50名が襲った。内ゲバ史上最大の激戦といわれ、2時間半にわたる大激突となったが、死者は出ていない(第二次法政大会戦)。[66]
- 9月
  - 10日 - 革マル派が中核派郵便局員(25歳)を東京荒川区内ビルで殺害。[65][16]
  - 24日 - 大阪守口市路上で、革マル派数人が、中核派の大阪市立大生(25歳)を鉄パイプで殴打、2週間後に死亡[67][16]
- 10月
  - 3日 - 東京品川区の品川公会堂で、中核派数人が、革マル派の郵便局員(30歳)を鉄パイプで殴打、殺害[68]
  - 15日 - 東京代々木駅付近で、革マル派が中核派工員を鉄パイプで殴打、殺害[69]
- 12月1日 - 大阪西区で、中核派数人が、革マル派の元高校教諭(30歳)のアパートに侵入、鉄パイプやハンマーで殴打し、殺害。[70]

1974(昭和49)年の内ゲバ事犯による死傷者数は618人、うち死亡者11人。そのほとんどが革マル派対反革マル派（中核派）の抗争であった。内ゲバは従来大学内で発生することが多かったが、昭和49年には大学内84件、学外202件となった。東京121件、大阪32件、神奈川21件、福岡17件、広島14件、沖縄14件と地方165件で、地方での発生が目立った。昭和49年後半から、学生に代わって職場労働者が抗争の主力となった。かつて内ゲバは、集会の主導権や自派の組織力を誇示するため、旗ざお、ゲバ棒で殴り合うといったケースが多かったが、昭和48年後半から個人へのテロへと傾斜した。
74年の第二次法政大会戦までは、集団戦では鉄パイプで武装した革マル派が中核派・解放派を襲撃し圧倒するケースが多かった。集団戦で勝てない中核派・解放派は特殊部隊で革マル派のアジトを襲い死傷させる個人テロ戦術をとるようになった。
この頃の内ゲバの手口は、各派は、「武装遊撃隊・人民革命軍」（中核派）、「全学連特別行動隊(JAC)」（革マル派）、「プロレタリア突撃隊(後に革命軍)」（解放派）などの非合法・非公然部隊を組織し、標的の動静を徹底的に調査し、相手のすきを突いて、奇襲。マンションの隣室に回覧板と偽って侵入して土足のまま駆け抜けベランダから相手の部屋に突入したり、屋上から縄ばしごを使ってベランダ越しに部屋に侵入した例もあった。相手に襲撃を予告したり、犬や鶏の生首等を送りつけるなどの心理作戦 (革マル派はナーバス作戦と称した)も実行した。

### 1975年(昭和50年)
- 3月
  - 6日 - 東京の路上で、中核派が革マル派幹部(33歳)を殺害。革マル派機関紙発行責任者内ゲバ殺人事件[71]。
  - 14日 - 埼玉のアパートで、革マル派が中核派の最高指導者(41歳)を殺害。中核派書記長内ゲバ殺人事件（本多延嘉氏）[72]。
  - 20日 - 東京のマンションで、中核派が、革マル派郵便局員2名を(25歳、28歳)を殺害[73]。
  - 27日 - 神奈川の路上で、中核派が革マル派川崎市役所職員(26歳)を殺害。川崎市女子職員内ゲバ殺人事件。[74]。
- 4月
  - 1日 - 東京の喫茶店で、中核派が革マル派元全学連中央執行委員(27歳)を殺害[75]。
  - 26日 - 東京の喫茶店で、中核派が革マル派政治局員ら(32歳、23歳)を殺害[76]。
- 5月
  - 7日 - 鹿児島のアパートで、中核派が革マル派高校教諭(41歳)を殺害[77]。
  - 25日 - 岡山大で、マル青同がノンセクトの岡山大生(18歳)を殺害[78]。
- 6月
  - 4日 - 大阪市立大で、革マル派30数人と中核派約40人が衝突、革マル派の大阪経済大生3名(21歳、24歳、25歳)が死亡[79]。
  - 19日 - 東京の路上で、中核派が革マル派郵便局員(22歳)を殺害。[80]。
  - 24日 - 静岡で、革マル派が革労協数10人を襲撃、革労協の元九州大生(26歳)を殺害[81]。
- 10月
  - 27日 - 革労協が革マル派東大生(22歳)を東京で殺害。[82][83][84][85]

1975(昭和50)年の内ゲバ事犯による死傷者数は563人、うち，死亡者20人

### 1976年(昭和51年)
- 2月 - 所沢市の喫茶店にいた中核派系活動家が襲われて1人が死亡。後日、革マル派系の機関紙で襲撃状況が詳報された[86]。

1976(昭和51)年の内ゲバ事犯による死傷者数は195人、うち，死亡者3人

### 1977年(昭和52年)
- 2月 - 革マル派による革労協書記長内ゲバ殺人事件
- 4月15日の浦和車両放火内ゲバ殺人事件(浦和市内ゲバ殺人事件)では、浦和市内の県道上において、革労協が、革マル派幹部4人をマイクロバスに閉じ込めて全員を焼き殺した[44][87]。革マル派らの乗車するマイクロバスを、2台の貨物自動車で前後から襲い、つるはし等で車の窓ガラスを破壊し、ガソリンを注ぎ込み、放火するという手口だった[44]。

1977年の内ゲバ事犯による死傷者数56人、うち死亡者10人。

### 1978年(昭和53年)
- 1978年(昭和53年)1月27日には、茨城県の水戸市と勝田市において、茨城大学革マル派学生活動家の居宅等4箇所を同時に襲撃した。窓ガラス、出入口等を破壊して侵入し、就寝中の被害者の頭部などを鈍器で殴打して3人を殺害、3人に重軽傷を負わせた[50][88]。
- 2月10日の大阪市内内ゲバ殺人事件では、活動家1人の居室を，鉄パイプ等を所持した5人が襲撃して殺害した[88]。
- 9月30日の横浜国大内ゲバ殺人事件では、構内にいた30数人を，対立する20数人が襲撃して鉄パイプ等による乱闘となり，1人が死亡し，2人が負傷した[88]。

発生件数32件、死者数7人、負傷者数45人。死傷者数53人とも。

### 1979年(昭和54年)
- 5月 - 中核派による津市内内ゲバ殺人事件[90]。
- 11月 - 革マル派が東京、神奈川の革労協アジト3箇所を襲撃[90]。

1979(昭和54)年の内ゲバ事犯による死傷者数40人(うち死者8人)。鉄パイプ、ハンマー、斧、アイスピック等で殺害し又は負傷させる手口が依然続いた。

### 1980年代
1980年代にも内ゲバ事件は発生した。徐々に発生件数は減少したものの、死者数は1980年に8人、1981年2人、1982年1人、1986年2人、1988年1人、1989年3人で、合計17人だった。
- 1980年(昭和55年)9月に発生した、革労協による東成区路上内ゲバ事件では、盗難車両で相手車両をはさんで停車させ、鉄パイプに出刃包丁を取り付けた凶器で攻撃した[92]。同年10月30日の大田区南千束路上内ゲバ殺人事件では、白昼、南千束の路上で、武装した中核派10数人が、東京工業大生ら革マル派学生5人を鉄パイプ，ハンマー等で襲撃し、全員を殺害した[93][94]。1980年の内ゲバ事犯による死傷者数40人(うち死者8人)[93]。
- 1981年(昭和56年) 7月11日、革労協による7.11渋谷区本町内ゲバ殺人事件では、就寝中あるいは出勤途上の被害者を襲撃し、頭部や顔面等を鉄パイプ等でめった打ちにして殺害した[95][96]。1981年の内ゲバ事犯による死傷者数8人、うち死者2人[96]。
- 1982年(昭和57年)2月24日の2.24荒川区南千住内ゲバ殺人事件では革労協が、就寝中の革マル派活動家の部屋に押し入り、その頭部を鉄パイプ等でめった打ちにして殺害した[97][98]。1982年の内ゲバ事犯による死傷者数8人、うち死者1人[98]。
- 1983年(昭和58年)の内ゲバ事犯による負傷者数5人[99]。
- 1984年(昭和59年)、中核派が成田闘争での主導権をめぐって第4インターに対しテロを開始した[100]。1984年の内ゲバ事犯による負傷者数12人[99]。
- 1985年(昭和60年)2月、革マル派による和光大事件。革マル派が中核派に対し7年ぶりに攻撃姿勢に転じたとされる[101]。1985年の内ゲバ事犯は中核派と革マル派の間で発生し、負傷者数は22人だった[102]。
- 1986年(昭和61年)1月20日午前10時30分頃、京都大学教養部A1号館廊下で、革マル派が中核派で全学連副委員長代行の京大生(25歳)を鉄パイプ様のもので頭部を乱打し、殺害した（京都大学教養部構内内ゲバ殺人事件)[103][104][105]。同年9月1日、国鉄分割・民営化にからんで、中核派が、革マル派だとして国鉄労組幹部を殺害した(真国労大阪地本書記長内ゲバ殺人事件)[106][103]。1986年の内ゲバ事犯による死傷者数12人(うち死者2人)[103]
- 1987年(昭和62年)10月30日、赤羽駅で、革労協が革マル派だとしてJR東日本社員を襲撃(JR東日本赤羽駅構内内ゲバ事件)[107]。1987年の内ゲバ事犯による負傷者数は4人。いずれも国鉄分割・民営化に絡んで発生した労組幹部等に対する路上襲撃事件であった[108]。5年ぶりに革労協狭間派による革マル派に対する内ゲバ事件が発生した[108]。
- 1988年(昭和63年)3月、中核派が、革マル派だとしてJR東日本労組高崎地本委員長を殺害。1988年の内ゲバ事犯による死傷者数23人、うち死者1人[109]。
- 1989年(昭和64/平成元年)2月8日、中核派が、革マル派だとしてJR労組幹部を殺害（東鉄労水戸地本組織部長殺害事件）[110]。同年6月25日、埼玉県川口市で革労協狭間派が元最高幹部を殺害（革労協元幹部内ゲバ殺人事件)[111]。同年12月2日、革労協狭間派が、革マル派だとしてJR組合幹部を殺害[110]。1989年の内ゲバ事犯による死者3人。いずれも新東京国際空港反対闘争に関連する[112]。

### 1990年代
1990年代には1980年代よりもさらに内ゲバ事件の発生件数は減少した。
- 1990年(平成2年)の内ゲバ事犯による負傷者数2人[113]
- 1991年(平成3年)の内ゲバ事犯による負傷者数7人[113]
- 1992年(平成4年)の内ゲバ事犯による負傷者数3人[113]
- 1993年(平成5年)の内ゲバ事犯による死傷者数3人、うち死者1人[113]
- 1995年(平成7年)の内ゲバ事犯による負傷者数4人[114]
- 1996年(平成8年)5月14日、神奈川県で、革労協狭間派が革マル派学生を襲撃し、1名を殺害[115]。1996年の内ゲバ事犯による負傷者数9人、うち死者1人[114]
- 1998年(平成10年)の内ゲバ事犯による負傷者数8人[114]

### 1999年(平成11年)〜2004年(平成16年)：革労協現代社派と革労協赤砦社派
- 1999年(平成11年)5月 - 革労協狭間派が現代社派と赤砦社派に分裂し、以降殺人を伴う内ゲバの応酬を繰り返す。1999年は3名の活動家が殺害された。[116]。1999年の内ゲバ事犯による死傷者数4人、うち死者3人[117]
- 2000年(平成12年)2月 - 革労協現代社派と革労協赤砦社派の内ゲバで2名が殺害[116]。2000(平成12年)の内ゲバ事犯による死傷者数13人、うち死者4人[117]。
- 2001年(平成13年)5月 千葉県で、革労協赤砦社派が革労協現代社派の活動家を殺害[118]。
- 2004年(平成16年)6月2日 - 東京の路上で革労協現代社派が革労協赤砦社派の活動家2名を殺害[119]。

## 一覧

### 内ゲバ事件の発生件数一覧
| 年   | 件数 | 死者数 | 負傷者数 | 備考                                                                                    |
| ---- | ---- | ------ | -------- | --------------------------------------------------------------------------------------- |
| 1968 | 85   | 0      | 700      | 件数のうち代々木系対極左系が約4割（36件）                                               |
| 1969 | 308  | 2      | 1143     | 件数のうち代々木系対極左系が約3割（175件）                                              |
| 1970 | 175  | 2      | 525      | 件数のうち代々木系対極左系が約4割（77件）                                               |
| 1971 | 272  | 4      | 521      | 件数のうち代々木系対極左系が約4割（116件）                                              |
| 1972 | 183  | 14     | 338      | 件数のうち代々木系対極左系が5割強（84件）死者の多くが、連合赤軍の山岳ベース事件の犠牲者 |
| 1973 | 238  | 2      | 573      | 件数のうち極左間が約7割（164件）                                                        |
| 1974 | 236  | 11     | 607      |                                                                                         |
| 1975 | 229  | 20     | 543      | 中核派対革マル派が激化、死者数のピーク                                                  |
| 1976 | 91   | 3      | 192      |                                                                                         |
| 1977 | 41   | 10     | 47       | 革労協対革マル派が激化                                                                  |
| 1978 | 32   | 7      | 45       |                                                                                         |
| 1979 | 22   | 8      | 32       |                                                                                         |
| 1980 | 15   | 8      | 32       |                                                                                         |
| 1981 | 9    | 2      | 6        |                                                                                         |
| 1982 | 6    | 1      | 7        |                                                                                         |
| 1983 | 3    | 0      | 5        | 成田闘争が熱田派と北原派に分裂、中核派が「党派闘争宣言」                                |
| 1984 | 11   | 0      | 12       |                                                                                         |
| 1985 | 12   | 0      | 22       | 中核派対革マル派が全件                                                                  |
| 1986 | 9    | 2      | 10       |                                                                                         |
| 1987 | 4    | 0      | 4        |                                                                                         |
| 1988 | 5    | 1      | 21       | 中核派対革マル派が減少                                                                  |
| 1989 | 3    | 3      | 0        | 革労協分裂（狭間派対労対派）が激化                                                      |
| 1990 | 4    | 0      | 2        |                                                                                         |
| 1991 | 2    | 0      | 7        |                                                                                         |
| 1992 | 4    | 0      | 3        |                                                                                         |
| 1993 | 2    | 1      | 2        |                                                                                         |
| 1994 | 0    | 0      | 0        | 発生なし                                                                                |
| 1995 | 2    | 0      | 4        |                                                                                         |
| 1996 | 2    | 1      | 8        |                                                                                         |
| 1997 | 0    | 0      | 0        | 発生なし                                                                                |
| 1998 | 4    | 0      | 8        |                                                                                         |
| 1999 | 5    | 3      | 1        | 革労協再分裂（現代社派対赤砦社派）                                                      |
| 2000 | 6    | 4      | 9        | （白書は2000年迄、内ゲバ事件自体は2004年迄発生）                                        |

### 主な内ゲバ殺人事件一覧
| 発生日                 | 事件                                       | 加害側             | 死者側             | 死者数 | 備考 |
| ---------------------- | ------------------------------------------ | ------------------ | ------------------ | ------ | --- |
| 1969年7月              | 中央大学内ゲバ事件                         | 社学同             | 社学同             | 1      | 社学同の内部抗争で同志社大生が死亡                                                                                             |
| 1969年9月              | 芝浦工大大宮校舎内ゲバ事件                 | 反戦連合           | 中核派             | 1      | 埼玉大生が2階から突き落とされ死亡                                                                                              |
| 1970年8月3日           | 東京教育大学生リンチ殺人事件               | 中核派             | 革マル派           | 1      | 革マル派は中核派に「階級的報復」宣言                                                                                           |
| 1971年6月              | 琉球大生内ゲバ殺人事件                     | 民青               | 革マル派           | 1      | |
| 1971年10月20日         | 横浜国大内ゲバ殺人事件                     | 中核派             | 革マル派           | 1      | 美術学院生が殺害される。革マル派は「中核派絶滅」宣言、中核派は「カクマルに対する全面的せん滅戦争」宣言                         |
| 1971年12月4日          | 関西大学構内内ゲバ殺人事件                 | 革マル派           | 中核派             | 2      | 同志社大生・京大生が鉄パイプで殺害される                                                                                       |
| 1971年12月 〜1972年2月 | 山岳ベース事件                             | 連合赤軍           | 連合赤軍           | 12     | 総括と称したリンチ殺人。メンバーの一部は、あさま山荘事件を起こす。                                                             |
| 1971年12月15日         | 三重大学構内内ゲバ殺人事件                 | 革マル派           | 中核派             | 1      | 鉄パイプで殴打 |
| 1972年4月28日          | 大阪城公園事件                             | 革労協             | 革マル派           | 1      | 衝突後のリンチ殺人 |
| 1972年11月8日          | 川口大三郎事件                             | 革マル派           | （中核派と誤認）   | 1      | 第三次早大闘争で革マル派糾弾、後に復権                                                                                         |
| 1973年9月15日          | 神奈川大学内ゲバ殺人事件                   | 革労協             | 革マル派           | 2      | 襲撃側の革マル派側を鉄パイプで殺害                                                                                             |
| 1974年1月24日          | 世田谷区内ゲバ殺人事件                     | 中核派             | 革マル派           | 2      | 引越し作業中に鉄パイプ等で殴打                                                                                                 |
| 1974年1月24日          | 横浜国大内ゲバ殺人事件                     | 中核派             | 革マル派           | 1      | 経済学部食堂内で鉄パイプ等で殴打                                                                                               |
| 1974年2月6日           | 琉球大学内ゲバ誤認殺人事件                 | 中核派             | （革マル派と誤認） | 1      | 教室で授業中、革マル派は「誤爆」と批判                                                                                         |
| 1974年5月13日          | 区役所職員内ゲバ殺人事件                   | 革マル派           | 中核派             | 1      | 法政大学前で鉄パイプ等で殴打                                                                                                   |
| 1974年6月7日           | 大阪産業大生内ゲバ殺人事件                 | （不明）           | 革マル派           | 1      | アパート自室で就寝中に鉄パイプ等で殴打                                                                                         |
| 1974年9月10日          | 東京郵便局員ゲバ殺人事件                   | 革マル派           | 中核派             | 1      | アパート自室で就寝中に鉄パイプ等で殴打                                                                                         |
| 1974年9月24日          | 大阪市立大生内ゲバ殺人事件                 | 革マル派           | 中核派             | 1      | 守口市中央観光バス前で鉄パイプで殴打                                                                                           |
| 1974年10月3日          | 東京郵便局員ゲバ殺人事件                   | 中核派             | 革マル派           | 1      | 品川公会堂付近を歩行中に鉄パイプで殴打                                                                                         |
| 1974年10月15日         | 代々木駅内ゲバ殺人事件                     | 革マル派           | 中核派             | 1      | 歩行中に鉄パイプで殴打 |
| 1974年12月1日          | 大阪元高校教諭殺人事件                     | 中核派             | 革マル派           | 1      | アパート自室で就寝中に鉄パイプ・ハンマー等で殴打                                                                               |
| 1975年3月6日           | 東京革マル派幹部殺人事件                   | 中核派             | 革マル派           | 1      | 荷物発送中に鉄パイプで殴打 |
| 1975年3月14日          | 中核派書記長内ゲバ殺人事件                 | 革マル派           | 中核派             | 1      | 革マル派が中核派最高幹部を殺害、アパート自室で就寝中に鉄パイプ・ハンマー等で殴打、中核派が「戦争」宣言                         |
| 1975年3月27日          | 川崎市女子職員内ゲバ殺人事件               | 中核派             | 革マル派           | 1      | 川崎市役所から出たところを鉄パイプで殴打、初の女性死者                                                                         |
| 1975年4月1日           | 東京元革マル派全学連幹部内ゲバ殺人事件     | 中核派             | 革マル派           | 1      | 喫茶店内で電話中に鉄パイプで殴打                                                                                               |
| 1975年4月26日          | 東京元革マル派幹部内ゲバ殺人事件           | 中核派             | 革マル派           | 2      | 喫茶店内で飲食中に鉄パイプで殴打                                                                                               |
| 1975年5月7日           | 鹿児島高校教諭内ゲバ殺人事件               | 中核派             | 革マル派           | 2      | アパート自室で就寝中に頭部等を殴打                                                                                             |
| 1975年5月25日          | 岡山大生内ゲバ殺人事件                     | マル青同           | （ノンセクト）     | 1      | マル青同のマイクロバス突入により轢死                                                                                           |
| 1975年6月4日           | 大阪経済大生等内ゲバ殺人事件               | 中核派             | 革マル派           | 3      | 大阪市立大の芝生で鉄パイプ等で殴打                                                                                             |
| 1975年6月19日          | 東京郵便局員内ゲバ殺人事件                 | 中核派             | 革マル派           | 2      | 路上通行中に鉄パイプで殴打 |
| 1975年6月24日          | 静岡別荘内ゲバ殺人事件                     | 革マル派           | 革労協             | 1      | 歌手加藤登紀子の別荘で就寝中に鉄パイプで殴打                                                                                   |
| 1975年7月17日          | 新橋駅内ゲバ殺人事件                       | 中核派             | 革マル派           | 1      | 乗車した革マル派約400人が新橋駅到着時に中核派約400名に竹竿・石等で襲撃される                                                   |
| 1975年9月12日          | 埼玉国学院生内ゲバ殺人事件                 | 中核派             | 革マル派           | 2      | 帰宅途中に鉄パイプで殴打 |
| 1975年10月8日          | 立正大内ゲバ殺人事件                       | 革労協             | 革マル派           | 1      | 立正大構内で情宣中に鉄パイプで殴打、火炎瓶を投てき                                                                             |
| 1975年10月27日         | 東京大内ゲバ殺人事件                       | 革労協             | 革マル派           | 1      | 東大構内で情宣中に鉄パイプ等で殴打                                                                                             |
| 1975年12月14日         | 金沢大生内ゲバ殺人事件                     | 中核派             | 革マル派           | 1      | アパートで就寝中に鉄パイプ・バール等で殴打                                                                                     |
| 1976年2月26日          | 所沢市郵便局員内ゲバ殺人事件               | 革マル派           | 中核派             | 1      | 喫茶店内で襲撃 |
| 1977年2月11日          | 革労協書記長内ゲバ殺人事件                 | 革マル派           | 革労協             | 1      | 革マル派が革労協最高幹部を殺害、革労協が報復宣言                                                                               |
| 1977年4月15日          | 浦和車両放火内ゲバ殺人事件                 | 革労協             | 革マル派           | 4      | 革労協の革マル派への報復 |
| 1977年5月13日          | 盛岡市高校教師内ゲバ殺人事件               | 中核派             | 革マル派           | 1      | 鉄パイプで殴打 |
| 1978年1月27日          | 水戸市、勝田市内ゲバ殺人事件               | 革労協             | 革マル派           | 3      | アジト4箇所を同時襲撃 |
| 1979年3月5日           | 大田区革マル派神奈川県委員長内ゲバ殺人事件 | 中核派             | 革マル派           | 1      | 路上で鉄パイプ・ハンマーで殴打                                                                                                 |
| 1979年3月16日          | 千代田区元日大生内ゲバ殺人事件             | 革労協             | 革マル派           | 1      | 路上で鉄パイプで殴打 |
| 1979年5月7日           | 津市三重大生内ゲバ殺人事件                 | 中核派             | 革マル派           | 1      | [ 126 ] |
| 1979年11月16日         | 新宿区外苑東通り路上内ゲバ殺人事件         | （不明）           | 革マル派           | 2      | 路上で鉄パイプ・ハンマーで殴打                                                                                                 |
| 1979年12月8日          | 金沢大生内ゲバ殺人事件                     | 中核派             | 革マル派           | 1      | [ 126 ] |
| 1980年5月5日           | 千葉県旅館「権兵衛」内ゲバ殺人事件         | 革労協             | （革マル派と誤認） | 1      | 合宿中に襲撃され助教授死亡、革労協は革マル派と主張                                                                             |
| 1980年7月20日          | 練馬区郵便局員内ゲバ殺人事件               | 中核派             | 革マル派           | 1      | 路上で鉄パイプで殴打 |
| 1980年9月19日          | 自治労労働者内ゲバ殺人事件                 | 中核派             | 自治労             | 1      | [ 127 ] |
| 1980年10月30日         | 大田区立洗足池図書館前内ゲバ殺人事件       | 中核派             | 革マル派           | 5      | 路上で頭部を殴打、1件5名は最多                                                                                                 |
| 1981年7月11日          | 渋谷区国学院大生内ゲバ殺人事件             | 革労協             |                    | 1      | 鉄パイプを発見。部屋からは革マル派のものとみられるビラが見つかったが、公安部は被害者が活動家であったかどうかはつかんでいない。 |
| 1982年2月24日          | 荒川区国学院大生内ゲバ殺人事件             | 革労協             | 革マル派           | 1      | 鉄パイプで殴打。 |
| 1986年1月20日          | 京都大学内ゲバ殺人事件                     | 革マル派           | 中核派             | 1      | 構内でオルグ中に鉄パイプで殴打                                                                                                 |
| 1986年9月1日           | 国労幹部同時多発襲撃事件                   | 中核派             | 真国労             | 1      | 大阪・兵庫・埼玉の6箇所同時襲撃                                                                                                |
| 1988年3月3日           | 鉄労幹部襲撃事件                           | 中核派             | 東鉄労             | 1      | 群馬県の自宅で就寝中に襲撃 |
| 1989年6月25日          | 革労協元幹部内ゲバ殺人事件                 | 革労協             | （革労協元幹部）   | 1      | 革労協の内部抗争激化 |
| 1989年12月2日          | JR総連総務部長内ゲバ殺人事件               | 革労協             | JR総連             | 1      | |
| 1999年7月2日           | 明大生協理事殺人事件                       | 革労協（赤砦社派） | 革労協（現代社派） | 1      | 6/13 赤砦社派は現代社派へ「全面戦争」「無制限・無制約の革命的テロ」を宣言                                                      |
| 1999年7月21日          | 明大生協職員殺人事件                       | 革労協（現代社派） | 革労協（赤砦社派） | 1      | |
| 1999年11月14日         | 福岡県委員会議長殺人事件                   | 革労協（赤砦社派） | 革労協（現代社派） | 1      | |
| 2000年2月8日           | 真鶴駅学生活動家殺人事件                   | 革労協（現代社派） | 革労協（赤砦社派） | 1      | 列車内で刺殺、出刃包丁の初使用                                                                                                 |
| 2000年2月9日           | 現代社派襲撃部隊殺傷事件                   | 革労協（赤砦社派） | 革労協（現代社派） | 1      | |
| 2000年8月30日          | 鶯谷駅明大生協組合幹部殺人事件             | 革労協（現代社派） | 革労協（赤砦社派） | 1      | 駅前で小型出刃包丁等で刺殺 |
| 2000年12月10日         | 革労協総務委員殺人事件                     | 革労協（赤砦社派） | 革労協（現代社派） | 1      | |
| 2001年5月16日          | 革労協総務委員殺人事件                     | 革労協（赤砦社派） | 革労協（現代社派） | 1      | |
| 2004年6月2日           | 赤砦社三ノ輪アジト襲撃事件                 | 革労協（現代社派） | 革労協（赤砦社派） | 2      | アジト前で出刃包丁・ハンマー等で襲撃、赤砦社派は報復せず、事実上の停戦に                                                       |

## その他
- 中核派の奥浩平と革マル派のシンパとなった中原素子は高校の同級生で卒業後交際していたが、党派間抗争が激化するとともに事実上の別離に至り、それが理由の一つで奥は自殺する。奥の遺稿『青春の墓標』に描かれた2人の関係は「学生運動のロミオとジュリエット」と呼ばれた。
- 中核派最高幹部陶山健一と、革マル派幹部鈴木啓一（森茂）は実の兄弟であったが共に東大に入学し革共同に加盟するが、同団体の分裂後はそれぞれ中核派と革マル派に分かれた。平成9年1月の陶山の葬儀には鈴木の姿はなかった。
- この左翼の内ゲバから転じて、政治・思想分野に限らず同じ組織に属する人間同士の対立、不毛な仲間割れ全般が「内ゲバ」と呼ばれるようになり、本来用いられた意味の「ゲバルト」よりも広く一般に定着した。